# Almanzora (Schiff)
Die Almanzora war ein 1915 in Dienst gestelltes Passagierschiff der britischen Reederei Royal Mail Line.

## Das Schiff
Das 16.034 BRT große Dampfschiff Almanzora wurde bei Harland & Wolff im nordirischen Belfast gebaut. Sie hatte einen Schornstein, zwei Masten und zwei Propeller. Sie war das Schwesterschiff der Alcantara (16.034 BRT), die kurz vor dem Ausbruch des Ersten Weltkriegs 1914 in Dienst gestellt wurde. Der Alcantara waren nur wenige Wochen im zivilen Passagierverkehr beschieden, bis sie zum Dienst als Hilfskreuzer eingezogen wurde.
Der Almanzora, die als Gegenstück zur Alcantara geplant war, erging es nicht besser. Der 179,83 Meter lange und 21,12 Meter breite Dampfer, der eigentlich als Passagier- und Frachtschiff mit Platz für 400 Passagiere Erster Klasse, 230 Zweiter Klasse und 760 Dritter Klasse in Dienst gestellt werden sollte, lief am 19. November 1914 vom Stapel und wurde am 7. Oktober 1915 als bewaffneter Hilfskreuzer (Armed Merchant Cruiser) für das 10th Cruiser Squadron fertiggestellt. Diesen Dienst versah das Schiff für den Rest des Kriegs.
Nach der Entlassung aus dem Kriegsdienst wurde das Schiff 1919 generalüberholt, wodurch sich die Tonnage auf 15.551 BRT erhöhte. Am 19. Januar 1920 lief die Almanzora letztendlich zu ihrer ersten Passagierfahrt von Southampton nach Río de la Plata aus. Während des Zweiten Weltkriegs wurde die Almanzora vor allem als Truppentransporter, unter anderen in WS-Geleitzügen, verwendet und 1945 diente sie als Auswandererschiff im Dienst der britischen Regierung. Danach gab es keinen Verwendungszweck mehr für das Schiff. 1947 wurde der Dampfer in Cowes aufgelegt und im Oktober 1948 in Blyth abgewrackt.